# Antonina Nieżdanowa
Antonina Wasiljewna Nieżdanowa (ros. Антонина Васильевна Нежданова; ur. 17 czerwca?/29 czerwca 1873 we wsi Krywa Bałka k. Odessy, zm. 26 czerwca 1950 w Moskwie) – rosyjska i radziecka śpiewaczka i pedagog muzyczny, Ludowy Artysta ZSRR.

## Życiorys
Jako dziecko śpiewała w chórach kościelnych. W latach 1883–1891 ukończyła odeskie Gimnazjum Mariinskie (od listopada 1885 do początku 1886 studiowała grę na fortepianie w Szkole Muzycznej, która w 1913 została przekształcona w konserwatorium, dziś – Odeska Narodowa Akademia Muzyczna imienia A.W. Nieżdanowej).
Ukończyła Konserwatorium w Moskwie w 1902 w klasie Umberto Masetti i została solistką Teatru Bolszoj, gdzie pracowała przez ponad trzydzieści lat, wykonując główne role w operach rosyjskich i zagranicznych kompozytorów. Jej debiut to partia Antonida w operze Życie za cara.
W 1912 jedyny raz w swojej karierze występowała w Europie – w Operze Paryskiej śpiewała partię Gildy w operze Rigoletto Verdiego.
Koncertowała, często w zespole z mężem, dyrygentem, Ludowym Artystą ZSRR Nikołajem Gołowanowem (1891–1953); wykonywała rosyjskie pieśni ludowe, pieśni ukraińskie i białoruskie, w program koncertu często włączała Wokaliz Rachmaninowa.
Od 1936 była wykładowcą w studio operowym Teatru Bolszoj, w Studio Operowym im. Stanisławskiego i w latach 1943–1950 w Moskiewskim Studio Operowym im. P.I. Czajkowskiego (od 1943 była profesorem). Doktor sztuki (1944).
Zmarła w Moskwie i została pochowana na Cmentarzu Nowodziewiczym.

## Tytuły honorowe
- Zasłużona Artystka Teatrów Imperatorskich (1912);
- Zasłużony Artysta RFSRR (1919);
- Ludowy Artysta RFSRR (1925);
- Ludowy Artysta ZSRR (6 września 1936);
- Bohater Pracy (1925).